# Charles Fenain
Pour les articles homonymes, voir Fenain (homonymie).
Charles Fenain, né le 14 septembre 1912 à Aniche et mort le 4 février 1997 à Douai, est un homme politique français, maire de Douai de 1965 à 1983.

## Biographie

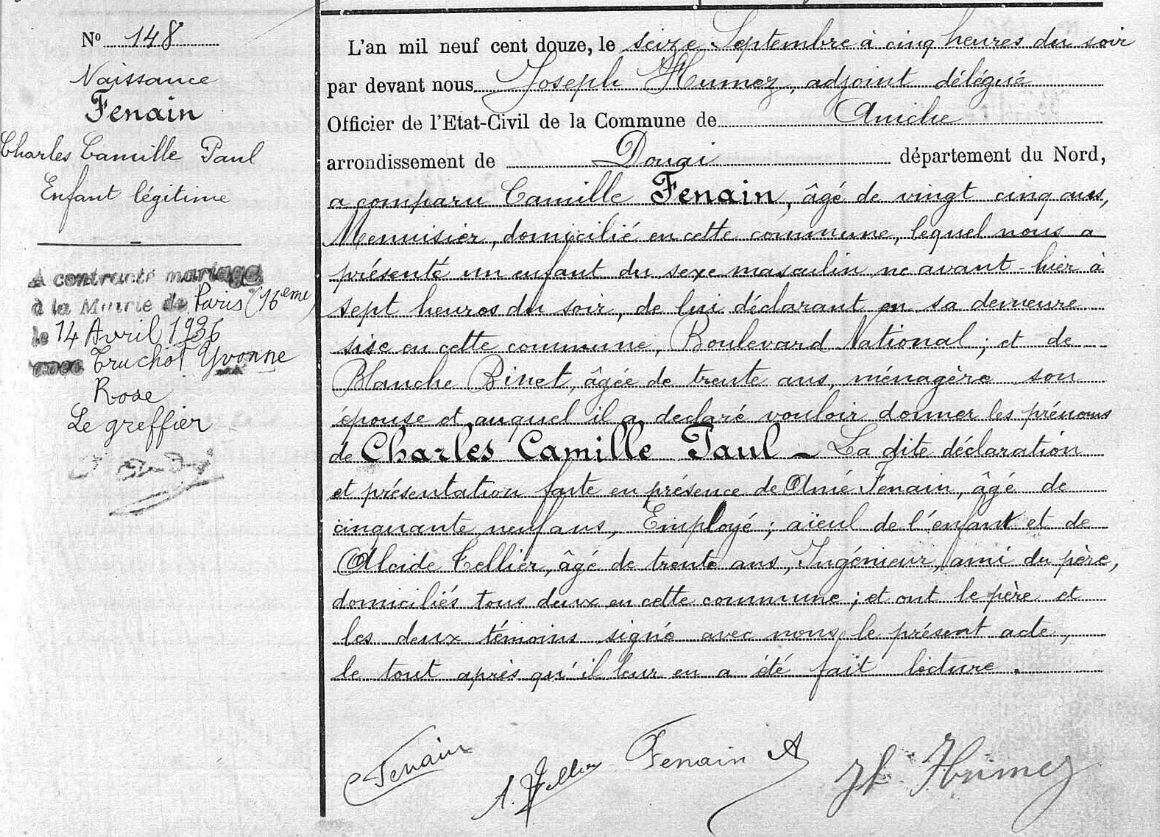
Acte de naissance.

Charles Camille Paul Fenain naît à Aniche le 14 septembre 1912, son patronyme correspond au nom d'une commune située à quelques kilomètres.
Il a commencé à travailler dès l'âge de 14 ans, successivement dans deux verreries de sa ville natale (Saint-Martin et Boussois) avant d'entrer au Comptoir des Mines du Nord-Pas-de-Calais en 1940, puis aux Houillères du Bassin du Nord-Pas-de-Calais en 1945. Il y termine sa carrière en 1972. Il est alors aux services centraux, chef de service du personnel. 
Pendant l'occupation allemande, en janvier 1943, il entre dans le mouvement de résistance Voix du Nord. Il est d'ailleurs décoré de la Croix de Guerre avec étoile et de la Médaille de la Reconnaissance française pour faits de résistance. Attiré par la vie publique, il se présente aux élections municipales en avril 1945. Élu conseiller municipal, il le reste pendant trente-huit ans. En 1953, il est adjoint au maire, chargé de l'action sociale. En mars 1965, il est élu maire de Douai. Réélu plusieurs fois, il le reste jusqu'en 1983 lorsqu'il décide de se retirer après avoir exercé trois mandats successifs. Il a ainsi exercé cette fonction pendant dix-huit années.
Un parc de Douai, situé en majeure partie sur le finage de Lauwin-Planque, porte son nom et s'étend sur quinze hectares.

### Sources
- La Voix du Nord, « Disparition – Premier magistrat pendant 18 ans… », mercredi 5 février 1997
- Nord éclair, « Hommage unanime à Charles Fenain », jeudi 6 février 1997
- Nord éclair, « Un homme politique, un homme de courage, un homme de foi », dimanche 9 et lundi 10 février 1997
- Obsèques de Charles Fenain, maire honoraire de Douai le 8 février 1997. Hommage de Jacques Vernier, député-maire de Douai (édité par la mairie de Douai)